# پودموکی (ناحیه نیمبورک)
پودموکی (به چکی: Podmoky) یک منطقهٔ مسکونی در جمهوری چک است که در ناحیه نیمبورک واقع شده‌است.